# Landmeister von Preußen
Landmeister von Preußen war ein von 1230 bis 1309 bestehendes Amt im Deutschen Orden. Der Landmeister verwaltete die Kommenden des Deutschen Ordens im Prussenland.
Das Amt wurde gleichzeitig mit dem Beginn der Eroberung und gewaltsamen Missionierung der Prussen im Sommer 1230 geschaffen. Der erste Landmeister, Hermann von Balk, erhielt das Kulmer Land vom Herzog Konrad von Masowien als Keimzelle des Deutschordensstaats in Preußen und begann entlang der Weichsel nach Norden vorzustoßen. Seine Nachfolger vollendeten unter erheblichen Rückschlägen die Eroberung des Landes und errichteten zum Schutz der Gemarkungen und der Niederhaltung aufbegehrender Prussen „Feste Häuser“, die Vorläufer der späteren backsteinernen Ordensburgen. Der letzte in Elbing residierende Landmeister von Preußen war Heinrich von Plötzke. Im Jahre 1309 wurde nach Plötzkes Tod das Amt mit demjenigen des nunmehr in der Marienburg residierenden Hochmeisters Siegfried von Feuchtwangen vereinigt.